# William Dodge
William Longstreth Dodge (* 7. Januar 1925 in Chestnut Hill, Pennsylvania; † 7. Juli 1987 in Paoli, Pennsylvania) war ein US-amerikanischer Bobfahrer.

## Biografie
William Dodge diente während des Zweiten Weltkriegs bei den Seabees im Pazifik. Er studierte bis 1950 an der Yale University, wo er als Football-Spieler, Ruderer und Ringer aktiv war. Nach seinem Studium reiste er durch Europa und Afrika und begann danach bei der Scott Paper Company in New York City zu arbeiten. Die größte Zeit seines Lebens war Dodge jedoch als selbstständiger Spielzeug- und Spielerfinder tätig.
Als Bobsportler nahm er bei den Olympischen Spielen 1956 teil. Zusammen mit James Lamy, Thomas Butler und Pilot Arthur Tyler gewann Dodge die Bronzemedaille im Viererbob-Wettbewerb.